# Anthem of St John the Baptist
Anthem of St John the Baptist est une œuvre pour chœur et orgue écrite par Arvo Pärt, compositeur estonien associé au mouvement de musique minimaliste.

## Historique
Composée en 2004, cette œuvre est une commande du St John's College d'Oxford.

## Discographie
- Sur le disque St John the Baptist par le Chœur du St John Baptist College et l'organiste David Baskeyfield dirigés par Duncan Whitmore chez Cantoris, 2005.